# Future Percussion
Future percussion è un album di Tullio De Piscopo, pubblicato nel 1978.
Con Luis Agudo. Ristampato nel 2022 su LP ma anche su CD.

## Tracce
Lato A
1. Scetate / Garrison my Dear – 6:07
2. Barbara – 6:48
3. La mia natura – 6:52

Durata totale: 19:47
Lato B
1. Future Percussion – 6:45
2. Say It (Over and Over Again) – 5:00
3. 3 for Larry – 7:53

Durata totale: 19:38

## Formazione
- Tullio De Piscopo - percussioni
- Larry Nocella - sax tenore
- Giorgio Cocilovo - chitarra
- Luigi Bonafede - pianoforte
- Lucio Terzano - basso
- Luis Agudo - percussioni